# Список графів Аверських
Список графів Аверських
Аверське графство зі столицею в місті Аверса, яке розташоване на півдні Італії, в XI столітті стало першою нормандською територією в Італії. В 1030 році тут осів Райнульф Дренго, нащадок землевласників з Алансона в Нормандії, якого неаполітанський дука Сергій IV призначив графом Аверським, з чим погодився імператор Священної Римської імперії Конрад II.

## Графи Аверські
- Райнульф Дренго 1020-1045
- Асклетин Дренго 1045
- Райнульф II Дренго "Трінканот" 1045-1048
- Герман Дренго 1048-1049
- Річард I Дренго 1049-1078

У 1058 Річард завоював Капуанське князівство, і відтоді графи Аверські стали князями Капуанськими. 